# Dagenham
Dagenham là một vùng ngoại ô rộng lớn thuộc Đông Luân Đôn, Anh, hình thành vùng phía đông của Khu Barking và Dagenham của Luân Đôn và nằm cách 12 dặm (19,3 km) về phía đông Charing Cross. Dagenham vốn là ngôi làng nông nghiệp nằm trong hạt Essex và là khu vực kém phát triển nhất cho đến năm 1921 khi Hội đồng Hạt Luân Đôn bắt đầu xây dựng các khu đất ở đây. Dân số của khu vực tăng mạnh trong thế kỷ 20.

## Dân số
| 1881                              | 3,411         |
| 1891                              | 4.324         |
| 1901                              | 6.091         |
| 1911                              | 7.930         |
| 1921                              | 9.127         |
| 1931                              | 89.362        |
| 1941                              | chiến tranh # |
| 1951                              | 114.568       |
| 1961                              | 108.368       |
| # không có số liệu do chiến tranh |               |
| Nguồn: Thống kê Liên hiệp Anh     |               |